# Neisseriaceae
Neisseriaceae é uma família de proteobactérias, incluídas na sua própria ordem, estritamente aeróbios, gram negativos e apresentam-se em pares (diplococos). Tipicamente não possuem flagelos.
Apesar de que muitos organismos desta família sejam comensais de mamíferos, ou parte da flora normal, o género Neisseria incluí dois importantes agentes patogénicos para o ser humano, especificamente aqueles responsáveis pela gonorreia e muitos casos de meningite.